# München-Moosach (stacja kolejowa)
München-Moosach (niem: Bahnhof München-Moosach) – stacja kolejowa w Monachium, w dzielnicy Moosach, w kraju związkowym Bawaria, w Niemczech.
Stacja Moosach leży na linii kolejowej Monachium – Ratyzbona. Istnieje również połączenie jednotorowe na trasie Münchner Nordring, a tym samym do München Nord Rangierbahnhof.
Stacja Moosach posiada 3 perony. Na torze 5 zatrzymują się pociągi linii S1 S-Bahn oraz niektóre pociągi regionalne. Na torze 4 zatrzymują się pociągi S1 w kierunku Freising/lotniska i pociągi regionalne w kierunku Freising. Pociągi Regional-Express i Alex mijają stację bez zatrzymywania. Tor 3 służy jako alternatywa. Tory 1 i 2 są używane dla pociągów na Nordring.

## Stacja metra
Budowa oscinka od Olympia-Einkaufszentrum do stacji Moosach rozpoczęła się w dniu 7 października 2004 roku. Stacja metra została utworzona w wykopie. Stacja została otwarta w dniu 11 grudnia 2010 roku i jest obecnie stacją końcową linii U3.